# 이지뉴
프란시스쿠 이드종 모헤이라 다 시우바(포르투갈어: Francisco Edson Moreira da Silva, 1994년 8월 8일 ~ )는 짧게 이지뉴(포르투갈어: Edinho)라 불리는 브라질의 축구 선수로, 포지션은 공격형 미드필더이다. 현재 K리그2의 대전 하나 시티즌 소속이다. K리그 등록명은 에디뉴이다.